# Estación de Rickenbach-Attikon
La estación de Rickenbach-Attikon es una estación ferroviaria de la comuna suiza de Rickenbach, en el Cantón de Zúrich.

## Historia y situación
La estación de Rickenbach-Attikon fue abierta en el año 1855 con la apertura al tráfico ferroviario de la línea que unía a Winterthur con Romanshorn, del Schweizerische Nordostbahn (NOB), y en 1902 se integró en los SBB-CFF-FFS.
La estación se encuentra ubicada en el borde sur del núcleo urbano de Rickenbach. Consta de un andén central al que acceden dos vías pasantes y de otra vía topera.
La estación está situada en términos ferroviarios en la línea férrea Winterthur - Romanshorn. Sus dependencias ferroviarias colaterales son la estación de Wiesendangen hacia Winterthur y la estación de Islikon en dirección Romanshorn.

## Servicios ferroviarios
Los servicios son prestados por SBB-CFF-FFS:

### S-Bahn Zúrich
La estación está integrada dentro de la red de trenes de cercanías S-Bahn Zúrich, y en la que efectúan parada los trenes de varias líneas pertenecientes a S-Bahn Zúrich:
- S 8 Weinfelden – Winterthur – Wallisellen – Zúrich HB – Thalwil – Pfäffikon SZ
- S 30 Winterthur – Frauenfeld – Weinfelden (– Romanshorn – Rorschach)